# Коломійцеве (селище, Криворізький район)
Коломійцеве — селище в Україні, в Криворізькому районі Дніпропетровської області. Входить до складу Криворізької міської громади. До 2020 року знаходилось у Тернівському районі міста Кривого Рогу. Населення становить 73 осіб. Відстань до райцентру становить близько 24 км і проходить автошляхом Т 0434.

## Географія
Селище Коломійцеве знаходиться на лівому березі річки Саксагань, вище за течією на відстані 0,5 км розташоване селище Гірницьке, нижче за течією на відстані 1 км розташоване село Тернуватий Кут, на протилежному березі — місто Кривий Ріг. Поруч проходить автомобільна дорога Т 0434.

## Населення
За переписом населення України 2001 року в селищі мешкали 73 особи.

### Мова
Розподіл населення за рідною мовою за даними перепису 2001 року:
| Мова       | Кількість | Відсоток |
| ---------- | --------- | -------- |
| українська | 70        | 95.89%   |
| російська  | 3         | 4.11%    |
| Усього     | 73        | 100%     |